# شن‌مارها
شن‌مارها (نام علمی: Psammophis) نام یک سرده از زیرخانواده شن‌ماریان است.